# دربند (ديمكاران)
دربند (بالفارسية: دربند) هي قرية تقع في إيران في قسم دیمکاران الريفي. يقدر عدد سكانها بـ 210 نسمة بحسب إحصاء 2016.